# Darius Maciulevičius
Darius Maciulevičius (ur. 6 listopada 1973) – były litewski piłkarz, w trakcie kariery występujący na pozycji pomocnika. W reprezentacji Litwy zadebiutował w 1991 roku. W latach 1991–2005 rozegrał w niej 38 meczów, w których zdobył osiem bramek.